# Festival Nacional de la Cueca y el Damasco
La Fiesta Nacional de la Cueca y el Damasco  es un festival que se celebra en la localidad de La Dormida, Santa Rosa, Provincia de Mendoza, durante la primera quincena de febrero, en el predio del Parque Cultural, Recreativo y Deportivo "Ventura Segura" de La Dormida.
Siendo una localidad especializada en la producción de damascos, duraznos y ciruelas, sus habitantes rinden homenaje a los productores de la localidad durante tres días. La organización está a cargo de una comisión local y de la municipalidad.
En general, en la noche anterior de la apertura del festival transcurre la Fiesta Departamental de la Vendimia, donde se elige a la Reina de la Vendimia, que luego competirá por el cetro nacional en la Fiesta Nacional de la Vendimia, y también, a la Reina del Festival, que se le otorga al tercer lugar de las candidatas al cetro vendimial.

## Historia

### Los orígenes del festival
El festival nació en el año 1973, por iniciativa del médico rural cordobés Eduardo Alejandro Simondi, que tuvo la idea de generar una celebración con el objetivo de ayudar a los centros de salud del departamento, recaudar fondos y cubrir necesidades sanitarias de La Dormida. 
La organización del Festival comenzó en septiembre de 1973 y, hasta enero del 74 cuando se realizó en el patio de la escuela Ventura Segura y en un escenario precario, todo fue un enorme trabajo de la comunidad. El propio Simondi viajó a las provincias vecinas a promocionarlo y a entregar invitaciones oficiales a los gobernadores.
Se vendieron 3.500 entradas la primera noche del Festival Nacional de la Cueca y el Damasco y la tercera, en el cierre, cuando se presentaba Ramona Galarza, hubo una tormenta fuerte, muy mendocina, pero aun así se vendieron 2.500. Entre los concurrentes estuvo el gobernador de Mendoza, Alberto Martínez Baca, el vicegobernador Carlos Mendoza, y todos los ministros de la provincia.
Con lo recaudado se logró comprar un equipo de Rayos y equipar una sala de odontología. En la primera edición actuaron Los del Suquía, Antonio Tormo, Los Chalchaleros, Ramona Galarza y el Chacho Santa Cruz, entre otros.